# Церковь Богоматери Святого Розария (Гонконг)
Церковь Богоматери Святого Розария (кит. упр. 玫瑰堂, пиньинь Méiguì Táng) — церковь в епархии Гонконга Римско-католической церкви в Китае. Храм расположен на полуострове Коулун в Гонконге на улице Чэтем Род Саут. Входит в список памятников архитектуры Гонконга I степени.

## История
«Боксёрское восстание» 1900 года в Китае спровоцировало правительство Великобритании разместить в Коулуне несколько индийских батальонов, среди военнослужащих которых насчитывалось около 200 католиков. В это же время увеличилось число католиков среди гражданского населения.
В 1903 году на пожертвование в 20 000 долларов, сделанное доктором Энтони Гомешом в память о своих умерших родственниках было принято решение построить церковь. Краеугольный камень в основание будущего храма торжественно заложил апостольский про-викарий Гонконга 10 декабря 1904 года, а 23 мая 1905 года церковь в готическом стиле была освящена в честь Богоматери Помпейской, царицы Святейшего Розария.
Во время Второй мировой войны и японской оккупации Гонконга в храме продолжались богослужения, так как приход возглавлял священник Орацио Де Анджелис, гражданин Италии, которая была союзницей Японии.
Ныне приход находится в ведении монастыря Дочерей Милосердия — Каноссианок (FDCC), которые руководят колледжем и школой Святой Марии.